# Physalis walteri
Physalis walteri är en potatisväxtart som beskrevs av Thomas Nuttall. Physalis walteri ingår i släktet lyktörter, och familjen potatisväxter. Inga underarter finns listade i Catalogue of Life.

## Bildgalleri

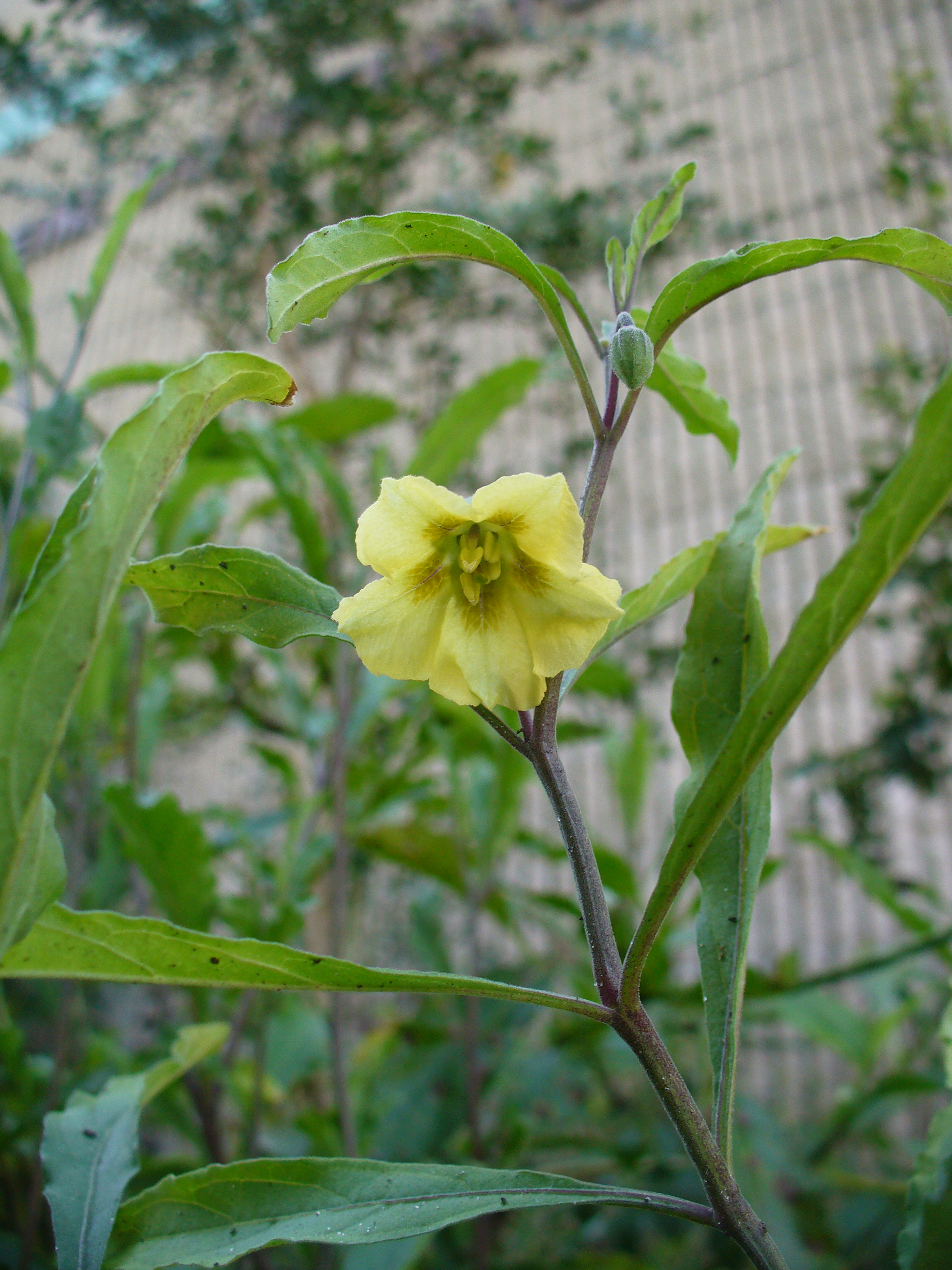